# يحيى بن ثابت
يحيى بن ثابت ابن بندار بن إبراهيم هو عالمٌ مسلمٌ من علماء الحديث النبوي من مدينة بغداد، توفي عام 566 هـ.
قال عنه الذهبي رحمه الله: الشيخ الجليل المسند العالم أبو القاسم الدينوري الأصل، البغدادي البقال الوكيل.

## روايته للحديث النبوي
- حدّث عنه: السمعاني، وعمر بن علي القرشي، وابن الجوزي، وابن قدامة، وعبد الغني الحافظ، والموفق عبد اللطيف، الفخر الإربلي، وأبو المنجا بن اللتي، وأبو حفص السهروردي، ومحمد بن عماد، وعبد العزيز بن باقا وعبد اللطيف بن محمد بن القبيطي، وأبو الكرم محمد بن دلف، وعلي بن فائق، وآخرون . وسماعه صحيح

وقد روى الحافظ أبو القاسم بن عساكر عنه بالإجازة والرشيد بن مسلمة .
- سمع من : أباه المقرئ أبا المعالي، وابن طلحة النعالي، وطراد بن محمد الزينبي، وجماعة .